# شارة الانقضاض العامة
شارة الانقضاض العامة ((بالألمانية: Allgemeines Sturmabzeichen)‏) كان وسامًا عسكريًا تم منحه خلال الحرب العالمية الثانية لأفراد الجيش الألماني وفافن إس إس وأوردنونغسبوليزي (الشرطة النظامية) الذين كانوا في هجوم المشاة ولكنهم لم يكونوا جزءًا من وحدات مشاة محددة وبالتالي لم يتأهلوا لشرط شارة هجوم المشاة (Infantry Assault Badge). أنشأها الجنرال فالتر فون براوخيتش في 1 يونيو 1940.